# محمد العتيبي
محمد بن إبراهيم بن عامر العتيبي هو دبلوماسي سعودي. شغل منصب القنصل السعودي في إسطنبول من 2016 إلى 2018.

## مسيرته
بدأ العتيبي مسيرة حياته الدبلوماسية في العاصمة الإندونسية جاكرتا لمدة 20 عاماً، لينتقل بعدها كقنصل في مدينة كانو النيجيرية، قبل أن يشغل منصب القنصل السعودي في إسطنبول، وذلك بعدما عمل تسع سنوات مشرفا عاما في القنصلية ذاتها. 
في 19 سبتمبر 2017، عيّنهُ الملك سلمان بن عبد العزيز في منصب وزير مفوض في وزارة الخارجية.

## قضيةمقتل جمال خاشقجي
في ديسمبر 2019، أعلنت النيابة السعودية في مؤتمر صحافي، أنه تم الإفراج عن القنصل السعودي محمد العتيبي في إسطنبول، حيث تم قتل الصحافي جمال خاشقجي.
وأوضحت النيابة أن الإفراج عن العتيبي أتى بعد أن أثبتت التحقيقات عدم تورطه، وبعد أن ثبت تواجده خارج القنصلية عند اقتراف الجريمة في مطلع أكتوبر 2018 في إسطنبول.

## تقاعده
بعد عودته إلى العاصمة الرياض في 16 أكتوبر، تقاعد من منصبه في 17 أكتوبر 2018.